# Syndrome myasthénique de Lambert-Eaton
 Mise en garde médicale
Le syndrome de Lambert-Eaton est un syndrome myasthénique d'origine auto-immune, souvent dans le cadre d'un syndrome paranéoplasique.
Décrit en 1956, le syndrome de Lambert-Eaton (SLE) représente, avec le botulisme, le modèle des dysfonctionnements de la jonction neuromusculaire de type présynaptique, par opposition aux désordres de type postsynaptiques dont le type le plus répandu est la myasthénie auto-immune. Cette affection acquise est d'une extrême rareté puisque sa prévalence est estimée inférieure à 1/100 000.

## Historique
Anderson et ses collaborateurs du St Thomas' Hospital de Londres, sont sans doute les premiers, en 1953, à signaler un cas dont les caractéristiques cliniques sont celles du syndrome mais c'est à Lambert, Eaton et Rooke de la Mayo Clinic que l'on doit la description complète des signes cliniques et  electrophysiologiques de la maladie en 1956,. En 1972, L'association du SLE avec d'autres maladies autoimmunes fait naître l'hypothèse d'une affection causée par un trouble de l'immunité. Dans les années 1980 des études confirment la nature autoimmune du syndrome et des recherches dans les années 1990 permettent de démontrer un lien avec des anticorps dirigés contre les canaux calciques P/Q-type voltage-dépendants,.

## Physiopathologie
Il s'agit d'un syndrome auto-immun acquis, provoqué par des anticorps dirigés contre les canaux calciques voltage-dépendants de la terminaison nerveuse. Le résultat est une diminution de la libération des quanta d’acétylcholine dans la fente synaptique.
Près de la moitié des cas sont associés à un cancer, presque toujours de type pulmonaire anaplasique à petites cellules. Ces derniers ont un meilleur pronostic lorsqu'il sont associés au syndrome de Lambert-Eaton.

## Symptomatologie clinique
Le syndrome de Lambert-Eaton est caractérisé par une faiblesse musculaire et une fatigabilité des muscles des membres, surtout des membres inférieurs et du tronc. L'atteinte oculaire est présente dans 70 % des cas sous forme d'une ptôse palpébrale (ptosis). L’atteinte des muscles respiratoires, nécessitant une ventilation mécanique est rare, mais des cas de syndrome de Lambert-Eaton révélés par une insuffisance respiratoire aiguë ont été rapportés. Cette faiblesse est surtout matinale et tend à diminuer avec l'activité. Des myalgies, des paresthésies sont possibles. Les réflexes ostéotendineux sont diminués ou abolis. 
Quatre-vingts pour cent des patients ont des signes d'atteinte du système nerveux autonome : sécheresse de la bouche, diminution de lacrymation, hypotension orthostatique, impuissance sexuelle, anomalies des réflexes pupillaires.

## Diagnostic
Il repose :
1. sur l'étude électrophysiologique (électroneuromyographie) qui montre une diminution d'amplitude et de durée des potentiels moteurs après stimulation répétée, retrouvée également lors d'une myasthénie classique[12]. Après contraction volontaire ou stimulation répétitive à fréquence élevée, l'amplitude des potentiels d’action musculaire augmente, cette facilitation « post-tétanique » étant ensuite suivie d'une dépression ;
2. sur des tests biologiques à savoir la mise en évidence d'anticorps circulants dirigés contre les canaux calciques ( Anti-P/Q-type voltage-gated calcium channels ou anticorps anti VGCC, présents dans près de 80 % des syndromes de Lambert-Eaton[13])[14] exprimés dans des neuroblastomes ou des cancers anaplasiques pulmonaires, ou la présence d'un anticorps anti SOX1[15].
3. sur la recherche d'un cancer responsable de ce syndrome (essentiellement cancer pulmonaire à petites cellules)

## Traitement
Le traitement symptomatique repose sur des molécules prolongeant la durée de la dépolarisation membranaire de la terminaison synaptique. La guanidine, utilisée dès 1966 par Lambert et coll. est aujourd'hui abandonnée en raison de sa toxicité hépatique et remplacée par les ammoniums quaternaires, 4-aminopyridine et surtout 3-4 diaminopyridine (3-4 DAP ou amifampridine) qui sont des bloqueurs des canaux potassiques voltage-dépendants.
L’amifampridine étant sous forme base peu stable a été modifiée par l’addition de phosphate 3,4 DAPP et a reçu l’autorisation de mise sur le marché européenne en 2009. Il reste à ce jour le seul traitement enregistré spécifiquement pour cette pathologie. Il permet une amélioration des symptômes musculaires.
Le traitement étiologique consiste en l'ablation de la tumeur responsable si elle existe, et dans les cas non paranéoplasiques (souvent associés à d'autres maladies auto-immunes) en un traitement immunosuppresseur (corticothérapie, azathioprine) ou immunomodulateur (immunoglobulines intraveineuses ou échanges plasmatiques). 